# فاراب

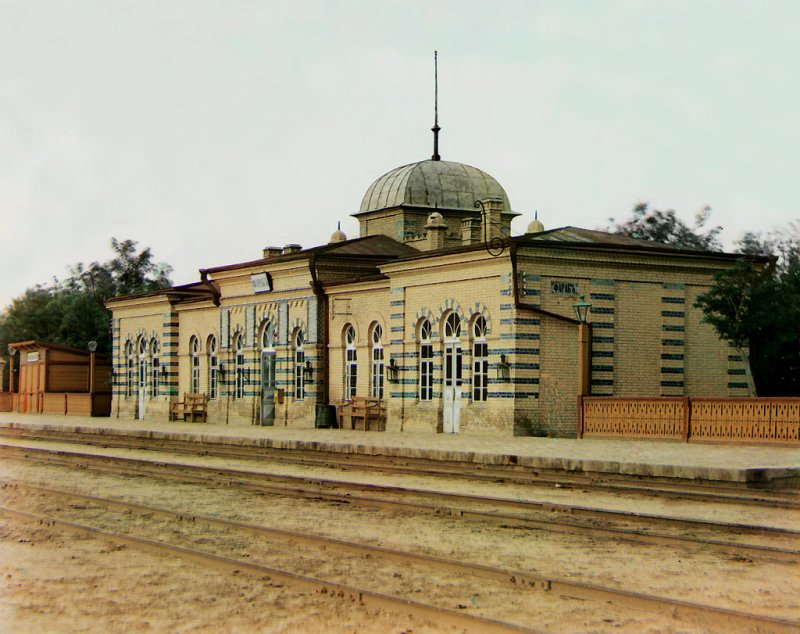
ایستگاه راه‌آهن فاراب، اثر سرگی میخائیلوویچ پروکودین گورسکی

فاراب یا اُترار نام شهری است کهن در کرانهٔ باختری رود سیحون. فاراب نام کهنتر این شهر است و نام اترار در قرون وسطی براین شهر نهاده شد. این شهر در کنار راه ابریشم جای داشته و امروزه ویرانه‌هایش در نزدیکی شهر قرتو در قزاقستان کنونی جای دارد.
ابونصر فارابی و اسماعیل بن حماد جوهری از فاراب بوده‌اند. تیمور لنگ در این شهر مرده‌است. همچنین نقطه شروع حمله مغول به ایران این شهر بود؛ به دلیل اینکه حاکم وقت این شهر غایرخان بود که بازرگانان مغول را کشت. زمانی که مغولان این شهر را محاصره کردند شهر ۵ ماه مقاومت کرد.
نام و واژهٔ فاراب (فاریاب، پاریاب) واژه‌ای فارسی و به معنی زمینی است که با آب قنات و رود آبیاری می‌شود و دیم نیست.

## فاراب در ادبیات
عنصری از این شهر یاد کرده است:
| سپه کشید چه از تازی و چه از بلغار |  | چه از برانه، چه از اوزکند و از فاراب |

این شهر مورد حمله مغولان قرار گرفته بود.